# Heinrich II. (Zweibrücken)
Heinrich II. von Zweibrücken († 1284 oder schon 1282), genannt der Streitbare, war der zweite Graf der Grafschaft Zweibrücken. Er regierte von 1237 bis 1282.

## Leben
Er war der einzige Sohn Heinrichs I. und Hedwigs von Lothringen-Bitsch. Heinrich heiratete 1238 Agnes von Eberstein, Tochter des Grafen Eberhard IV. von Eberstein, die ihn um ein Jahr überlebte.
Heinrich II. trug seinen Beinamen der Streitbare mit gutem Grund, denn er war im Verlauf der Jahrzehnte in zahllose Fehden verwickelt. So sind mehrfache Zerwürfnisse mit dem Kloster Hornbach verzeichnet, wobei es meist um verwaltungsmäßige Zuständigkeiten ging.
1259 und 1260 baute Heinrich gegen erheblichen Widerstand der Mönche vom benachbarten Remigiusberg die Burg Lichtenberg zu einer der stärksten Burgen der Gegend aus. Gerichtlich focht der Graf im Jahr 1263 erfolgreich einen Streit um seine Rechte in der freien Reichsstadt Worms und über die umliegenden Dörfer aus.
Nachdem am 18. März 1263 Graf Eberhart von Eberstein verstorben war, fiel das Erbe an Heinrichs Frau Agnes als einzigem lebenden Kind. Die Herrschaft über die rechtsrheinischen Gebiete der Grafschaft Eberstein übernahm der älteste Sohn Simon, der sich nun Graf von Zweibrücken und Herr zu Eberstein nannte. Die linksrheinischen Besitzungen integrierte Heinrich in sein Territorium, das sich so vor allem um die Herrschaft Stauf bei Göllheim erweiterte.
Nach dem Tod Rainalds von Lothringen, der sich unter Berufung auf die Rechte seiner Frau Elisabeth die Grafschaft Blieskastel gewaltsam angeeignet hatte, gab Heinrich II. von Zweibrücken im Jahr 1274 als Testamentsvollstrecker den zahlreichen Erben das Versprechen, jedem sein gebührendes Recht zu verschaffen. Jedoch brachte der Graf von Salm 1275 Blieskastel und Püttlingen in seinen Besitz und löste damit den Lothringischen Krieg oder Blieskasteler Erbfolgekrieg aus, dessen erste große Schlacht auf der Wattweiler Höhe bei Zweibrücken zwischen dem Heer Lothringens und dem Gefolge des Zweibrücker Grafen stattfand. Es muss sich dabei nach der überlieferten elsässischen Chronik um Reiter und Waffenträger in bedeutender Stärke gehandelt haben, wobei sich das Lothringer Heer unter beiderseitigen großen Verlusten geschlagen geben musste. Nach der Aussöhnung des Bundesgenossen der Lothringer, Simon IV. von Saarbrücken, mit dem Bischof von Metz, kam es in den Jahren 1277 und 1278 zu weiteren Feldzügen, ohne dass es gelungen wäre, Graf Heinrich zu besiegen. Schließlich erfolgte im August 1278 der Friedensschluss zwischen Herzog Friedrich von Lothringen und Heinrich.
Nach dem Tod Heinrichs regierten seine Söhne Eberhard und Walram I. zunächst gemeinsam, bevor sich die Grafschaft nach vier Jahren in die Linien Zweibrücken-Zweibrücken und Zweibrücken-Bitsch aufspaltete.

## Familie
Heinrich und Agnes von Eberstein hatten mindestens neun Kinder, deren Lebensdaten jedoch nur spärlich überliefert sind:
- Simon I. († 1282), ältester Nachkomme, Graf von Eberstein
- Eberhard († vor 1321), Gründer des Hauses Zweibrücken-Bitsch, ⚭ Agnes von Saarbrücken
- Walram I. († 1308), folgte Heinrich als Graf von Zweibrücken nach, ⚭ Agnes von Vaudemont
- Heinrich († 17. März 1305), Canonicus zu Trier, Dompropst zu Worms
- Elisabeth († 1259), ⚭ Gerlach V. von Veldenz
- Mechtild († um 1275)
- Katharina, ⚭ Hugo von Vinstingen
- Agnes, ⚭  Dietrich von Hohenfels
- Kunigunde, letztgeborenes Kind, Äbtissin in Rosenthal